# Wypominki

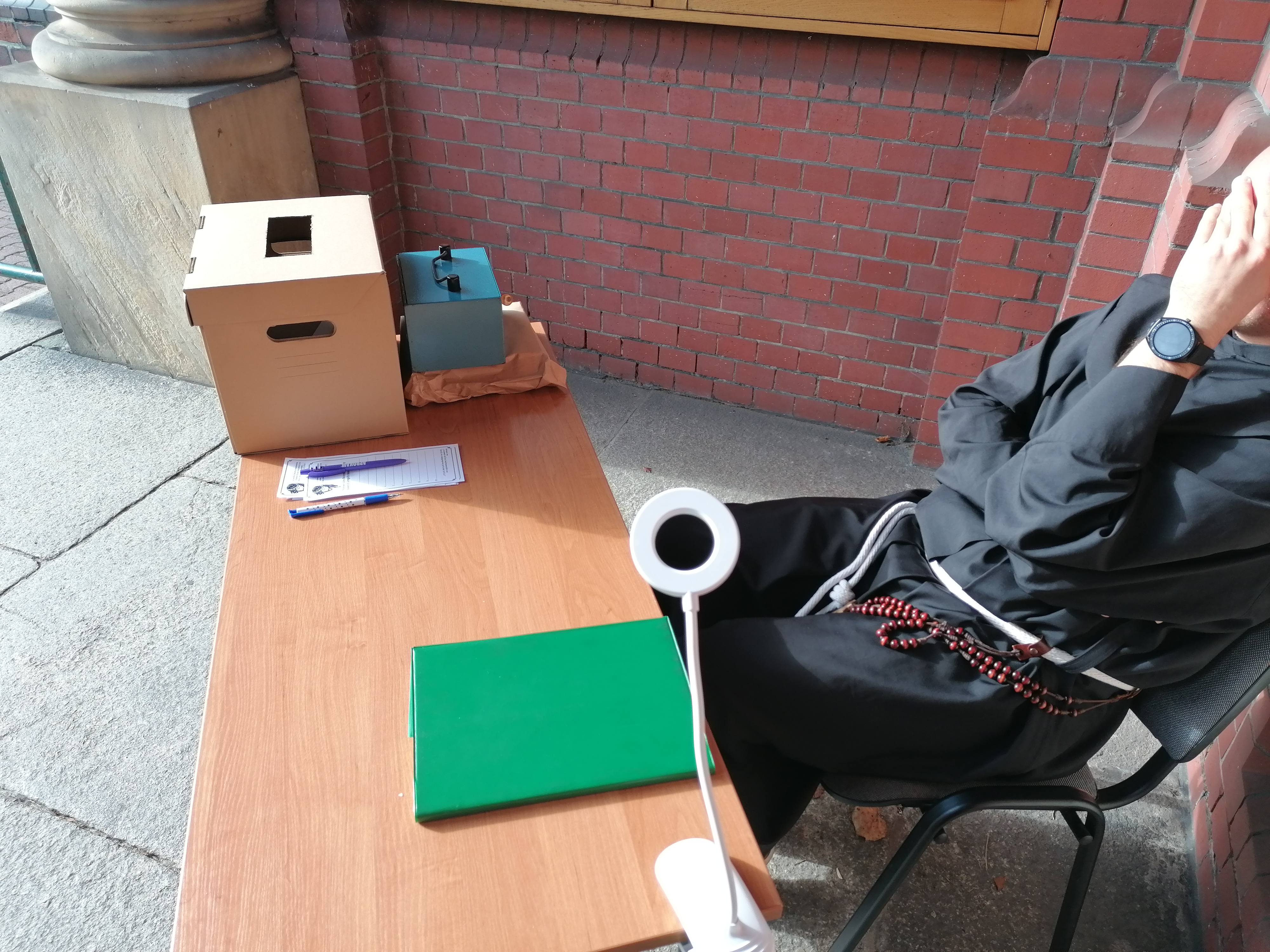
Przyjmowanie na zalecki przed bazyliką w Panewnikach

Wypominki (na Górnym Śląsku zalecki) – forma modlitwy błagalnej za zmarłych, polegająca na wyczytywaniu ich imion. 
Wyróżnia się wypominki jednorazowe, oktawalne i roczne. Bywają też półroczne i kwartalne. Wypominki jednorazowe odczytuje się na cmentarzu, oktawalne przez osiem dni od dnia Wszystkich Świętych (często połączone z nabożeństwem różańcowym), a roczne – przez cały rok przed niedzielnymi mszami. Ponadto wypominki składa się na nabożeństwa różańcowe i nabożeństwa drogi krzyżowej.